# Quartier de la Porte-Dauphine
Le quartier de la Porte-Dauphine est le 63e quartier administratif de Paris situé dans la partie nord-ouest du 16e arrondissement, sur le territoire de l'ancienne commune de Passy. Il tire son nom de la porte Dauphine.

## Histoire

### Des origines au début de l'urbanisation
Le quartier de la Porte-Dauphine s’étend sur une fraction nord-ouest du terroir de l’ancien village de Chaillot. Ce village dont il ne reste aucun vestige était situé à l’emplacement des actuelles rues de Chaillot, Quentin-Bauchart et de l’avenue Pierre-Ier-de-Serbie. Il fut érigé en faubourg de Paris en 1659 sous le nom de « faubourg de la Conférence » puis englobé dans la ville en 1787 par le mur des Fermiers généraux.
Ce territoire en pente très douce vers le bois de Boulogne, dénommé « plaine de Chaillot », puis « plaine de Passy », au sol de marnes, caillasses du Lutécien et sables, dépendait, pour la perception des droits seigneuriaux, de la censive de l’abbaye de Saint-Denis avant 1789. Cet espace reste une campagne de cultures et vignes aux larges parcelles, quasiment vide de constructions jusqu’au cours de la première moitié du XIXe siècle, parcouru par des chemins ruraux à l’origine des rues de Longchamp et de la Pompe. La rue des Belles-Feuilles conserve le souvenir d’un ancien lieu-dit dont l’étymologie serait celle de bois feuillu, sur un très ancien défrichement du bois de Boulogne.
Au début du XVIIIe siècle, la faisanderie du château de la Muette ou Petit Parc est créée le long du bois de Boulogne sur une largeur d’environ 200 mètres à l’ouest des actuelles rues Pergolèse, Spontini, et Mignard, dans le prolongement du Grand Parc qui était situé à l'emplacement actuel de l'OCDE à la porte Maillot. Cette partie du domaine royal était enclos d’un mur continu.
La partie du territoire dépendant du village de Chaillot située à l’extérieur du mur des Fermiers généraux fut attribuée en 1790 à la commune de Passy jusqu'au mur de clôture du terrain de l’ancienne faisanderie du château de la Muette de la rue de Longchamp à la porte Maillot, celui-ci étant rattaché à la commune de Neuilly.
Le terrain de la faisanderie fut vendu comme bien national en 1796, pour la plus grande partie au comte de Saint-Simon puis cédée à Casimir Périer, futur ministre de Louis-Philippe. La clôture
formant limite entre les deux communes resta continue jusque vers 1830 à l’exception des percées au début du XIXe siècle pour le passage des voies donnant accès à la porte Dauphine (actuelle avenue Bugeaud) et à la porte de la Muette.

Des origines à 1830
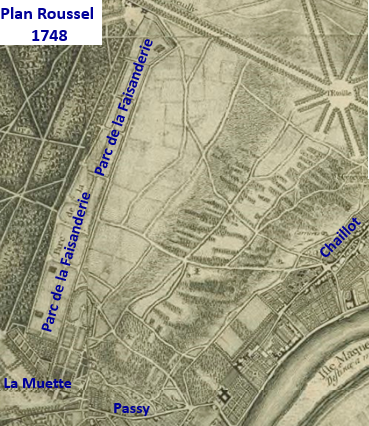
Plan Roussel de 1748.
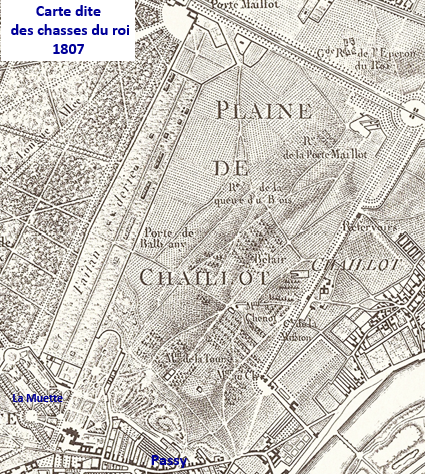
Plaine de Chaillot en 1807 (carte dite des chasses du roi).
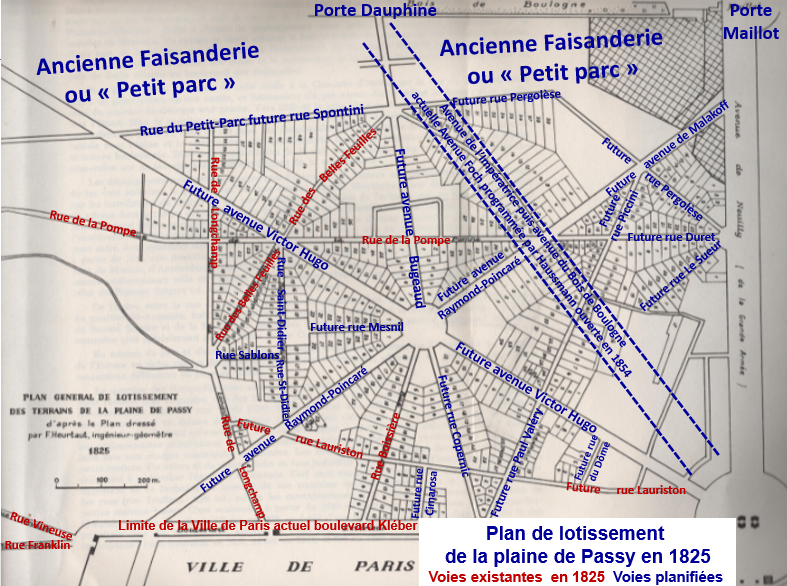
Plan de lotissement de la plaine de Passy de 1825.
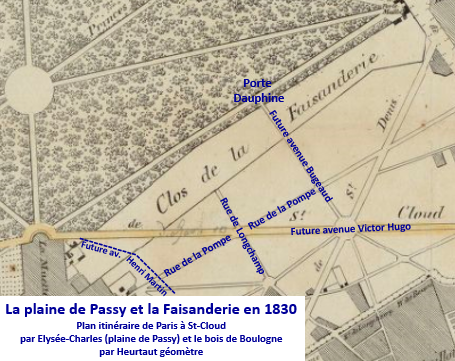
Plaine de Passy et Faisanderie en 1830.

### L’urbanisation du quartier
La Société des terrains de la plaine de Passy lotit en 1825 le territoire entre l'avenue de Neuilly, actuelle avenue de la Grande-Armée au nord, le boulevard extérieur de l'enceinte des Fermiers généraux, actuelle avenue Kléber à l'est, l'ancienne faisanderie à l’ouest, la rue de Longchamp au sud, autour de voies qui forment l’essentiel du réseau actuel à l’exception de l’avenue de l’Impératrice ouverte en 1854 et de rues secondaires greffées sur les grands axes. Cependant, le quartier se construisit lentement.
À l'ouest du quartier, les terrains de l’ancienne faisanderie furent lotis vers 1840 au sud de l’avenue Bugeaud, avec la création de la rue de la Faisanderie sur l’allée principale du Petit Parc.
Lors de la création en 1842 de l'enceinte de Thiers qui le sépare du Bois de Boulogne, le territoire du futur quartier parisien était encore quasiment vide de constructions.
La partie des terrains de l'ancienne faisanderie entre la porte Dauphine, la porte Maillot et la rue du Petit parc (actuelle rue Pergolèse), comprenant un dépôt d'étalons à l'emplacement de l'actuel square de l'avenue Foch est vendue par lots en 1851. Quelques maisons et immeubles sont construits à cet emplacement au cours des années suivantes.
La limite du quartier est fixée lors de l'annexion de la commune de Passy à Paris en 1860, à l'intérieur du 16e arrondissement créé, au sud à l'avenue de l'Empereur (actuelles avenues Georges Mandel et Henri-Martin) planifiée en 1858, percée au cours des années 1860, à l'est au milieu du lotissement de la plaine de Passy sur le tracé de l'avenue de Malakoff (actuelles avenues de Malakoff et Raymond-Poincaré).
À cette date, l’urbanisation se limite à quelques constructions de la fin des années 1850 dans le secteur de la porte Dauphine, au bord de l’avenue de l’Impératrice (avenue Foch), dans le square de l’avenue Foch, la villa Dupont, la villa Saïd, celle du lotissement de la plaine de Passy de 1825 s'étant peu étendue à l'ouest du quartier Chaillot. La formation du quartier de la Porte-Dauphine sur le tracé des voies tracées en 1825 date pour l’essentiel de la période de 1872 à 1911, au cours de laquelle des immeubles luxueux, également de somptueux hôtels particuliers et de belles maisons individuelles dans les rues secondaires et dans les voies privées sont édifiés,,.

Évolution de 1837 à 1867
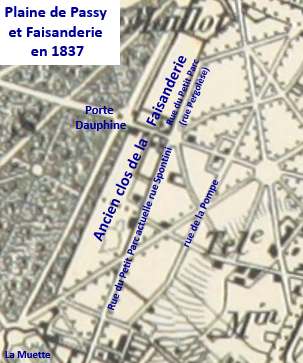
Plaine de Passy et Faisanderie en 1837 avant construction des fortifications.
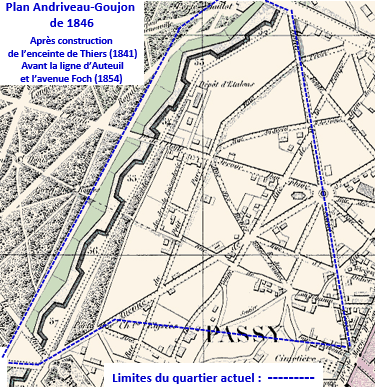
Le quartier en 1846 après construction des fortifications avant la ligne d'Auteuil.
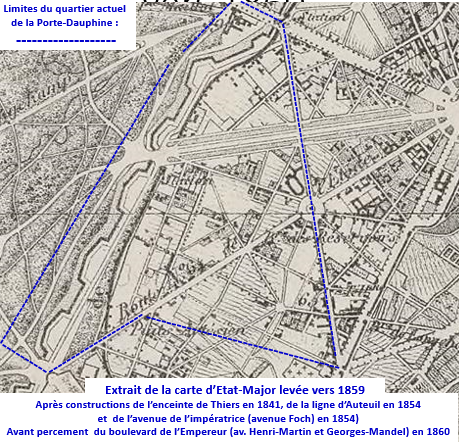
En 1859 après l'ouverture de la ligne d'Auteuil avant annexion à Paris.
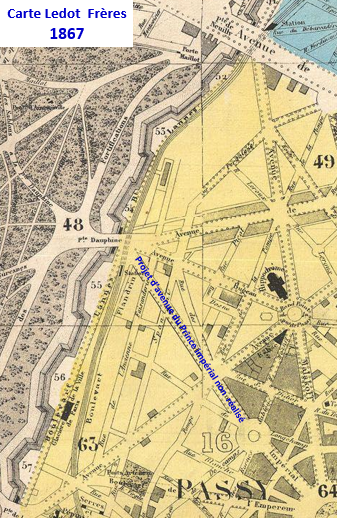
Plan du quartier de la Porte-Dauphine en 1867 après annexion.

Le quartier a connu une croissance démographique très rapide de 1861 à 181 avec un quadruplement de sa population, plus modérée mais encore forte jusqu'en 1936, ralentie jusqu’en 1962 où il atteint son maximum avec une densité de 275 habitants par hectare puis une diminution due au développement tertiaire (implantation de sièges sociaux) comme dans les autres parties de l’arrondissement .

### Une desserte ferroviaire précoce
Le quartier qui bénéficiait depuis 1854 de la ligne d’Auteuil première voie ferrée urbaine française, antérieure même au premier métro mondial de Londres ouvert en 1863, avec les gares de Neuilly-Porte Maillot, de l’avenue de l’Impératrice (gare de l’avenue Foch), depuis 1878 de la gare du Trocadéro (actuelle station Henri-Martin du RER C), fut également l'un des premiers densément desservis par le métro dès 1900 par les stations Porte Maillot, terminus de la ligne 1 ouverte le 19 juillet 1900, Trocadéro ouverte le 2 octobre 1900 sur le premier tronçon Étoile-Trocadéro de la future ligne 6, Victor Hugo et Porte Dauphine ouvertes le 3 décembre 1900 sur le premier tronçon de la ligne 2.

## Le quartier actuel
L'architecture est assez homogène avec une absence d'immeubles antérieurs à 1840, une majorité d'édifices de la période de 1871 à 1914 de styles haussmannien ou post-haussmannien, convenant au goût de la majorité de la grande bourgeoisie de cette époque, dans l'ensemble moins innovants que ceux du sud de l'arrondissement (peu d'immeubles Art nouveau), une minorité notable de l'entre-deux guerres de style Art déco et un petit nombre de constructions plus récentes isolées insérées dans les alignements respectant le format des immeubles voisins.
Les hôtels particuliers des débuts de l'urbanisation ont été, pour une partie d'entre eux, remplacés par des immeubles. Il en reste encore, utilisés pour des activités tertiaires ou résidences de prestige.
Le quartier comprend un assez grand nombre de voies privées telles que le square de l'avenue Foch, les villas Saïd, Dupont, Spontini, la rue de Pomereu, l'avenue de Montespan, cependant généralement moins étendues que celles du sud de l'arrondissement.
Le quartier résidentiel de très haut standing, comprenant également de nombreuses ambassades, est doté d'équipements commerciaux bien répartis, notamment autour de la place Victor Hugo qui constitue un centre assez animé.
- Hôtels particuliers et maisons individuelles

"Hôtels
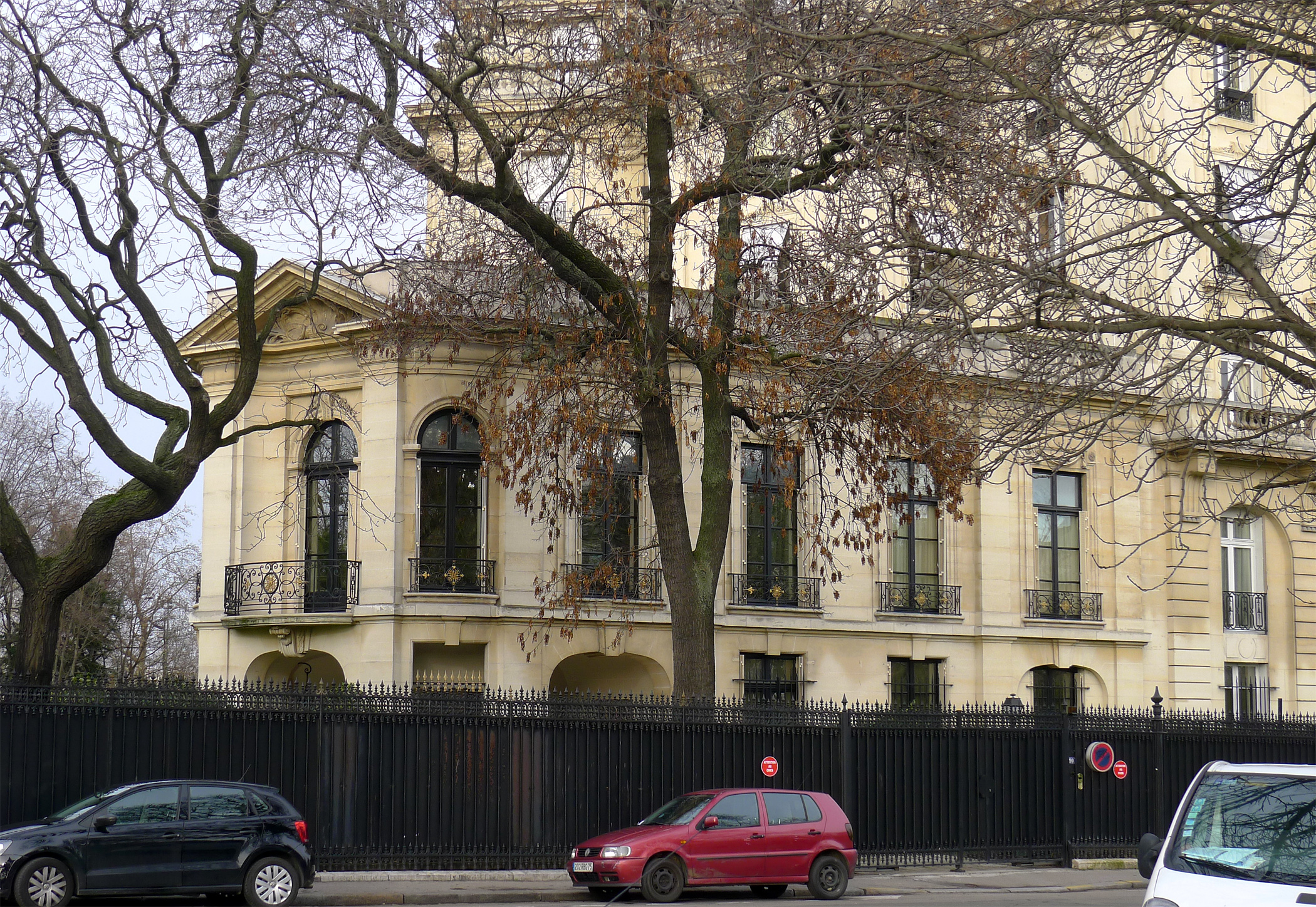
90, avenue Foch : hôtel ayant appartenu à l'industriel Louis Renault.
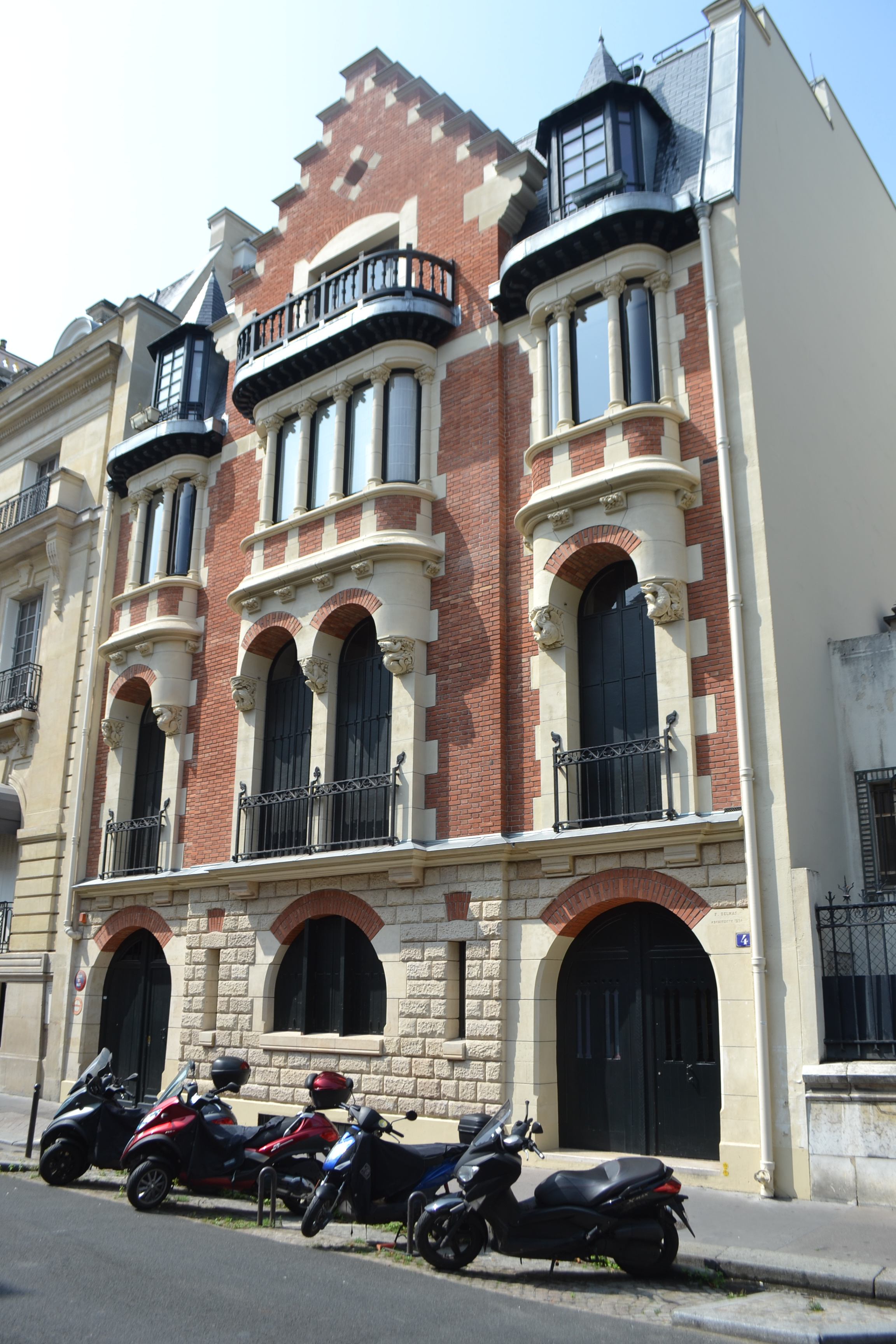
4, rue de Lota.
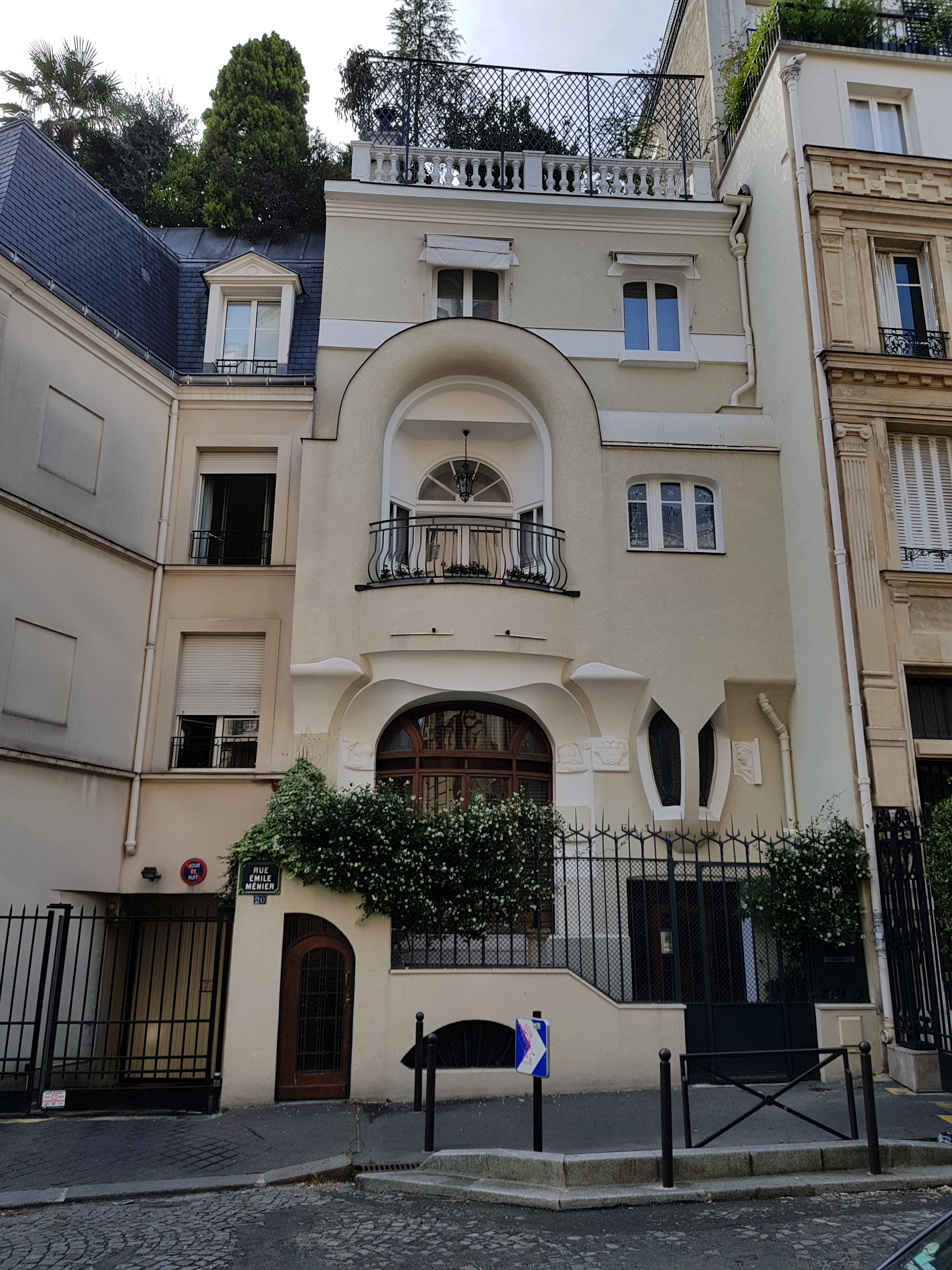
20, rue Émile-Menier.
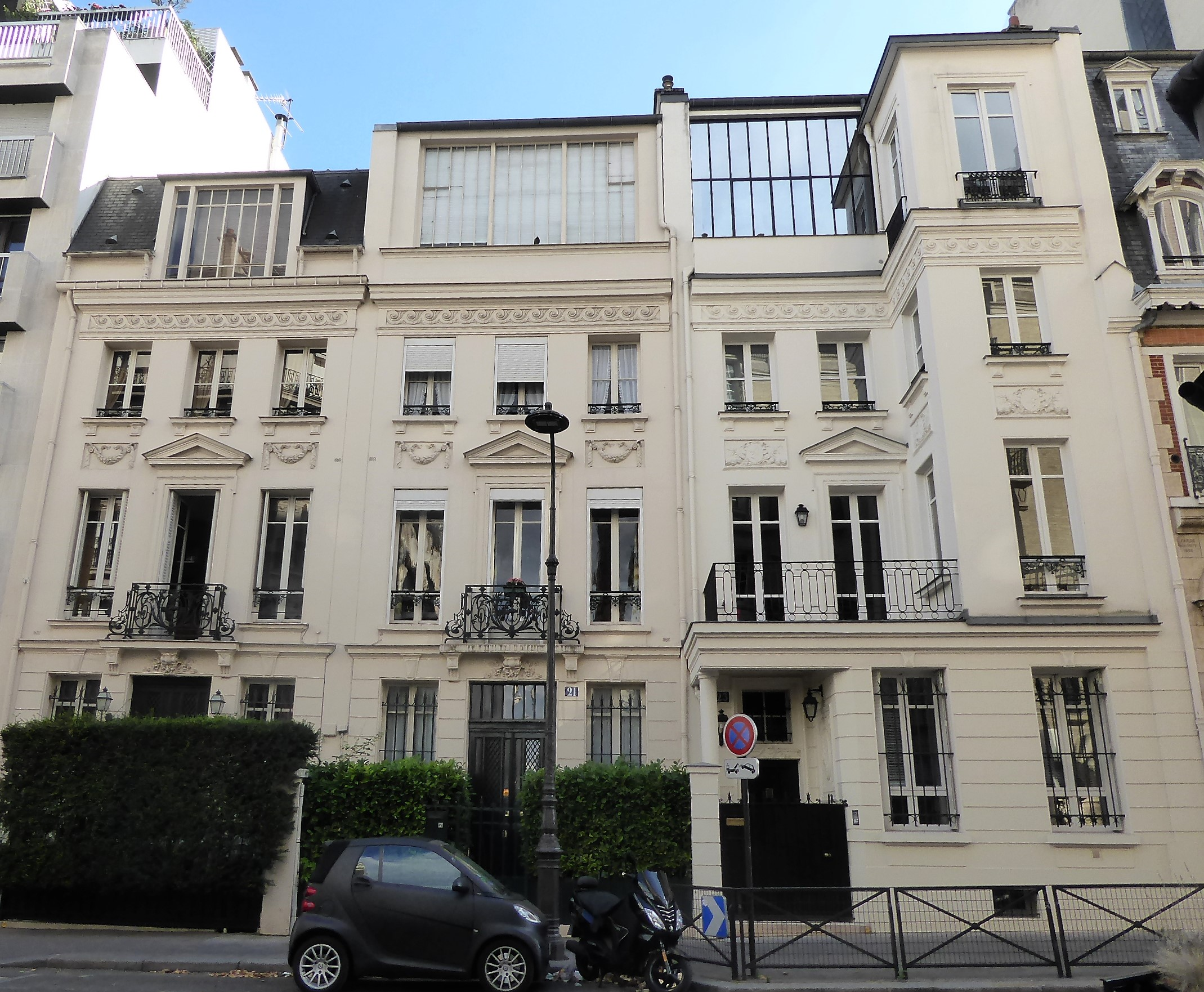
21, rue Dufrenoy : maisons de style néo-classique anglais.

Immeubles
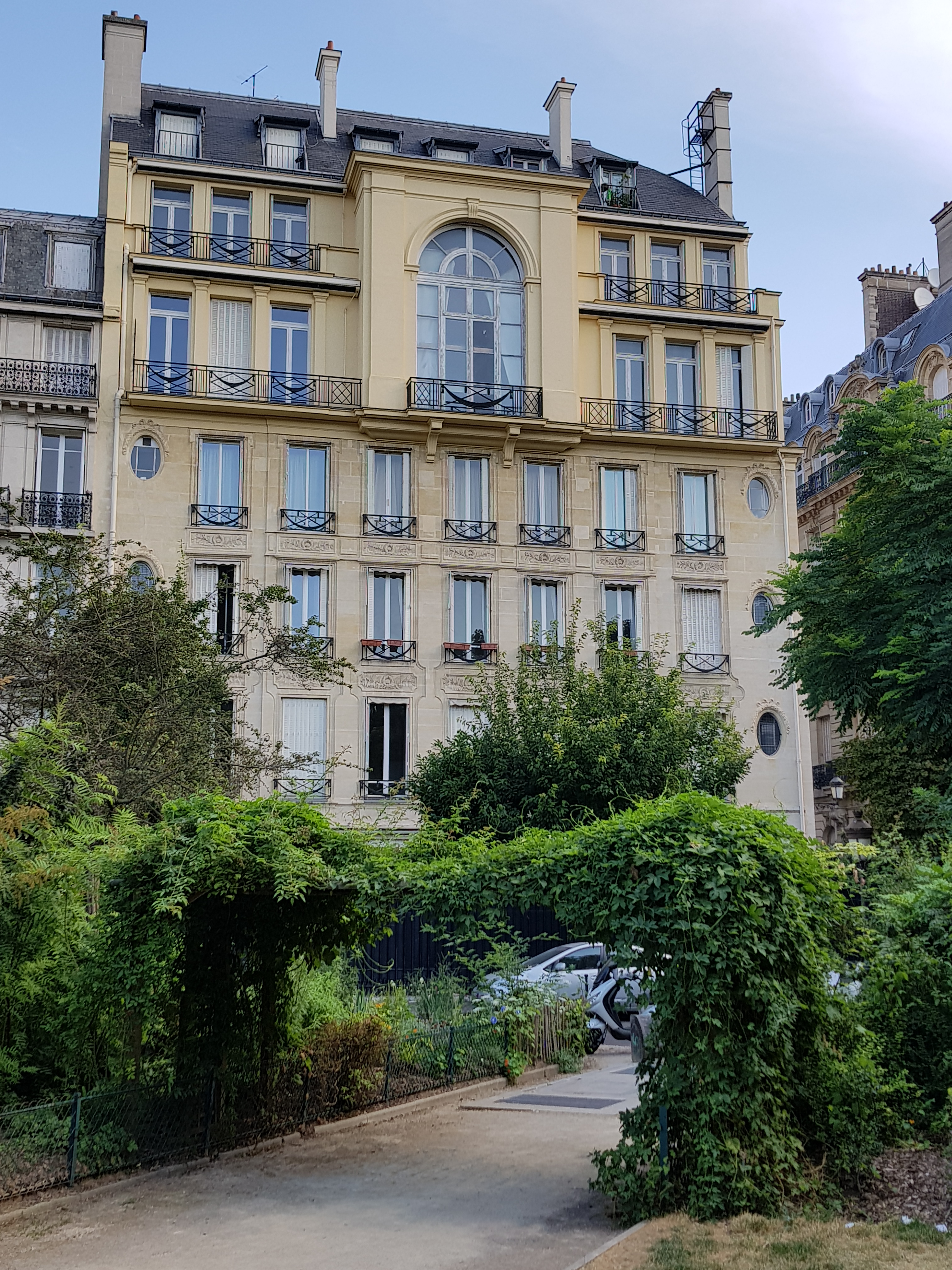
82, avenue Foch.
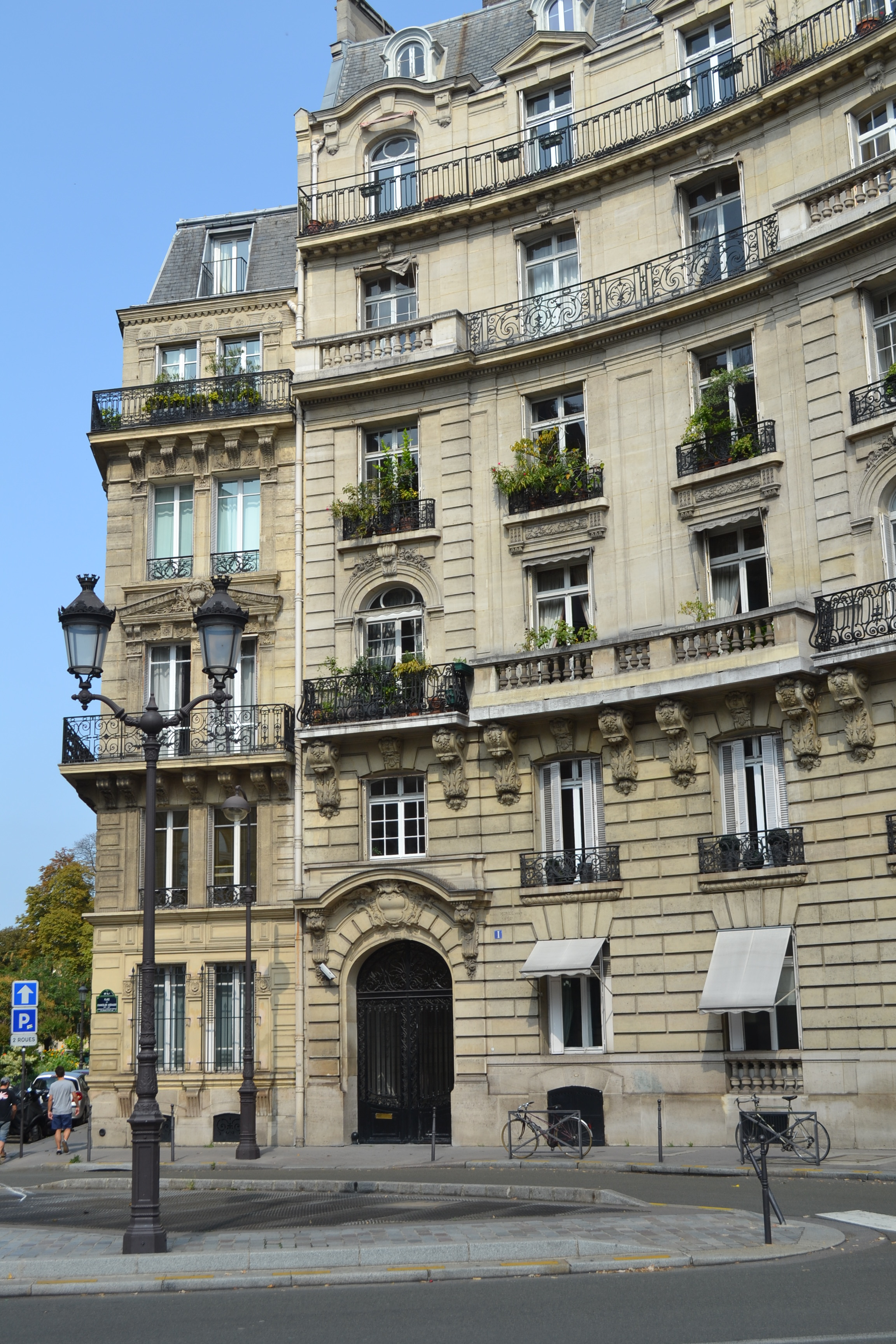
1, place Chancelier-Adenauer.
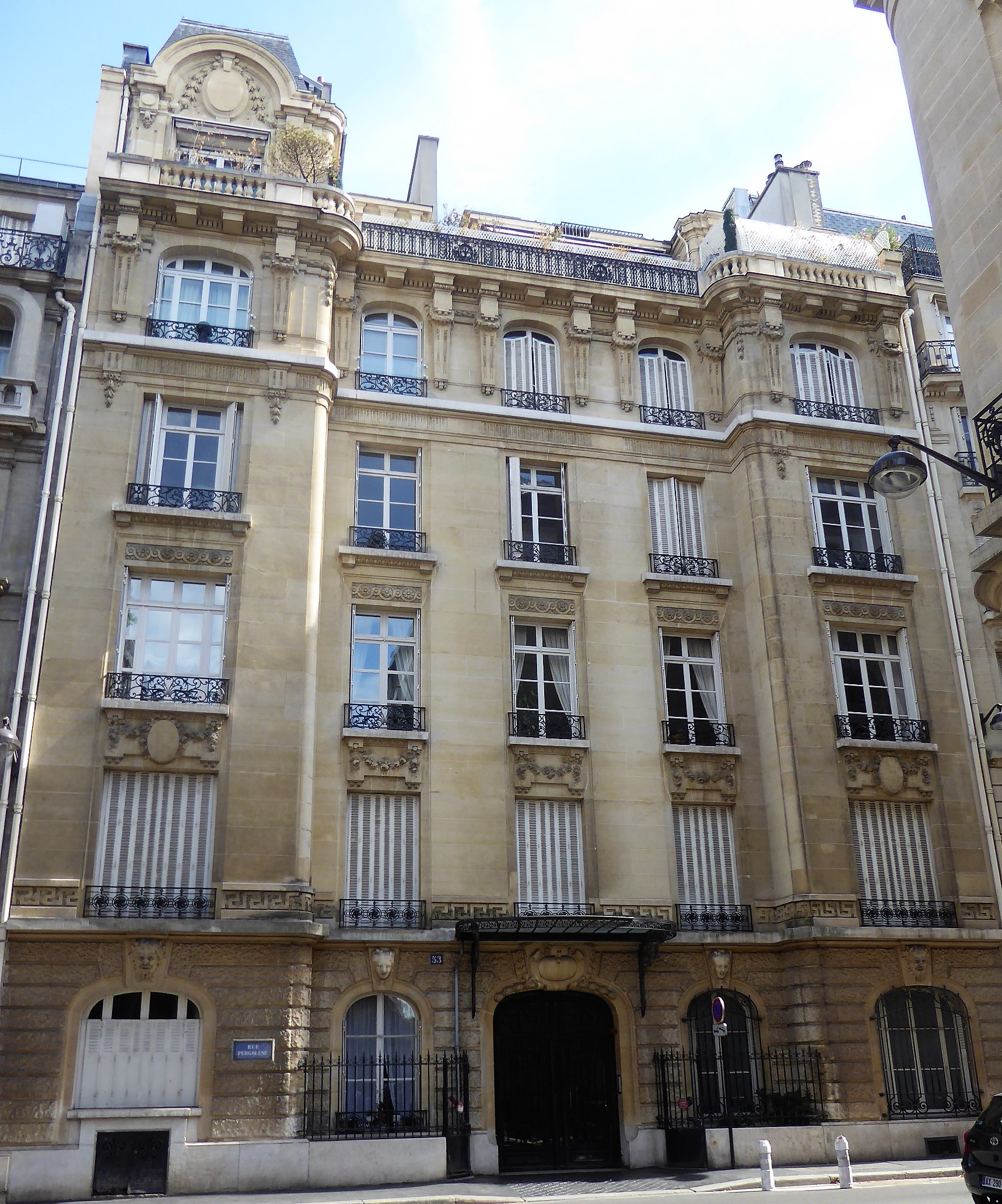
53, rue Pergolèse : immeuble néo-classique.
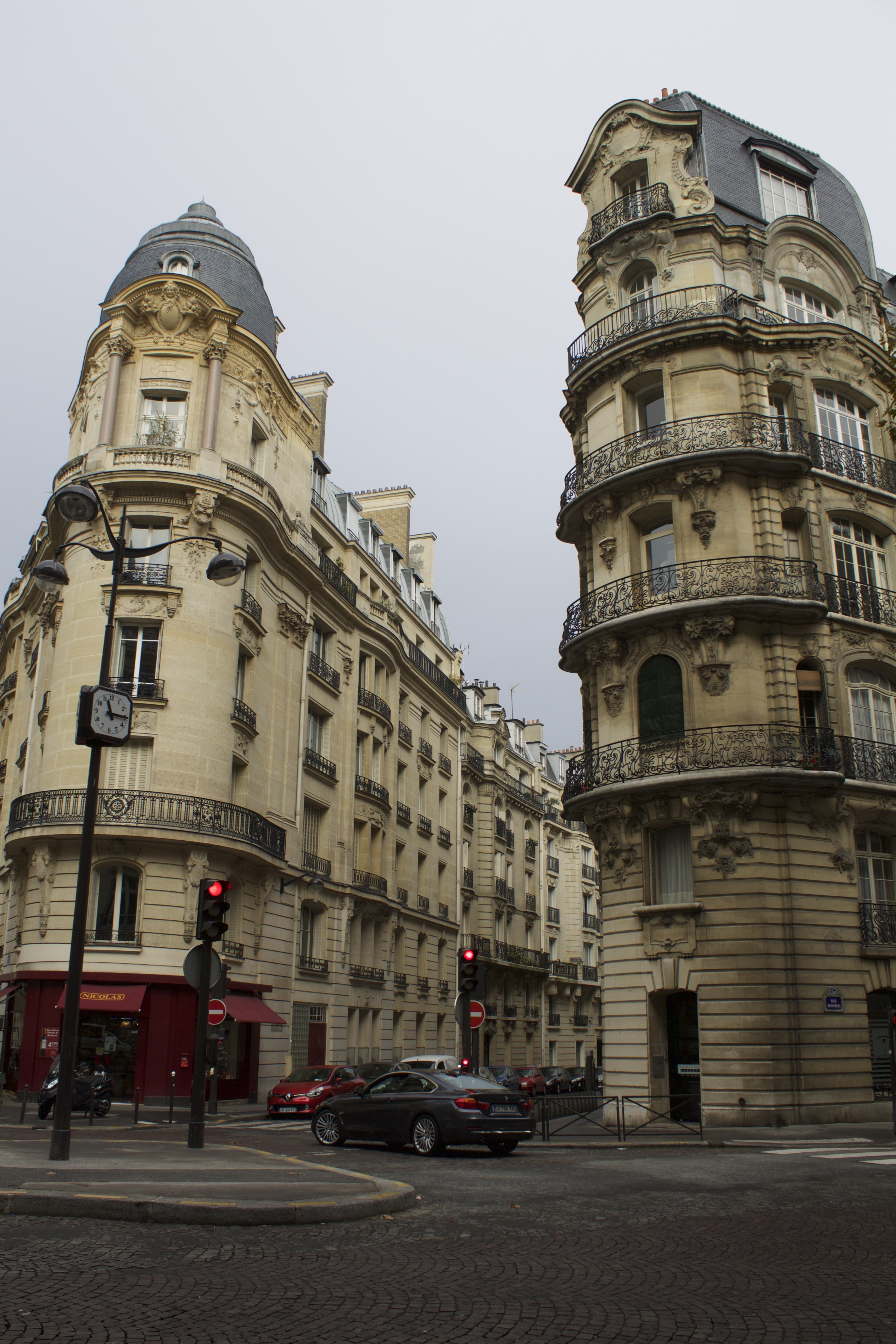
Immeubles rue Benjamin-Godard et rue Spontini.
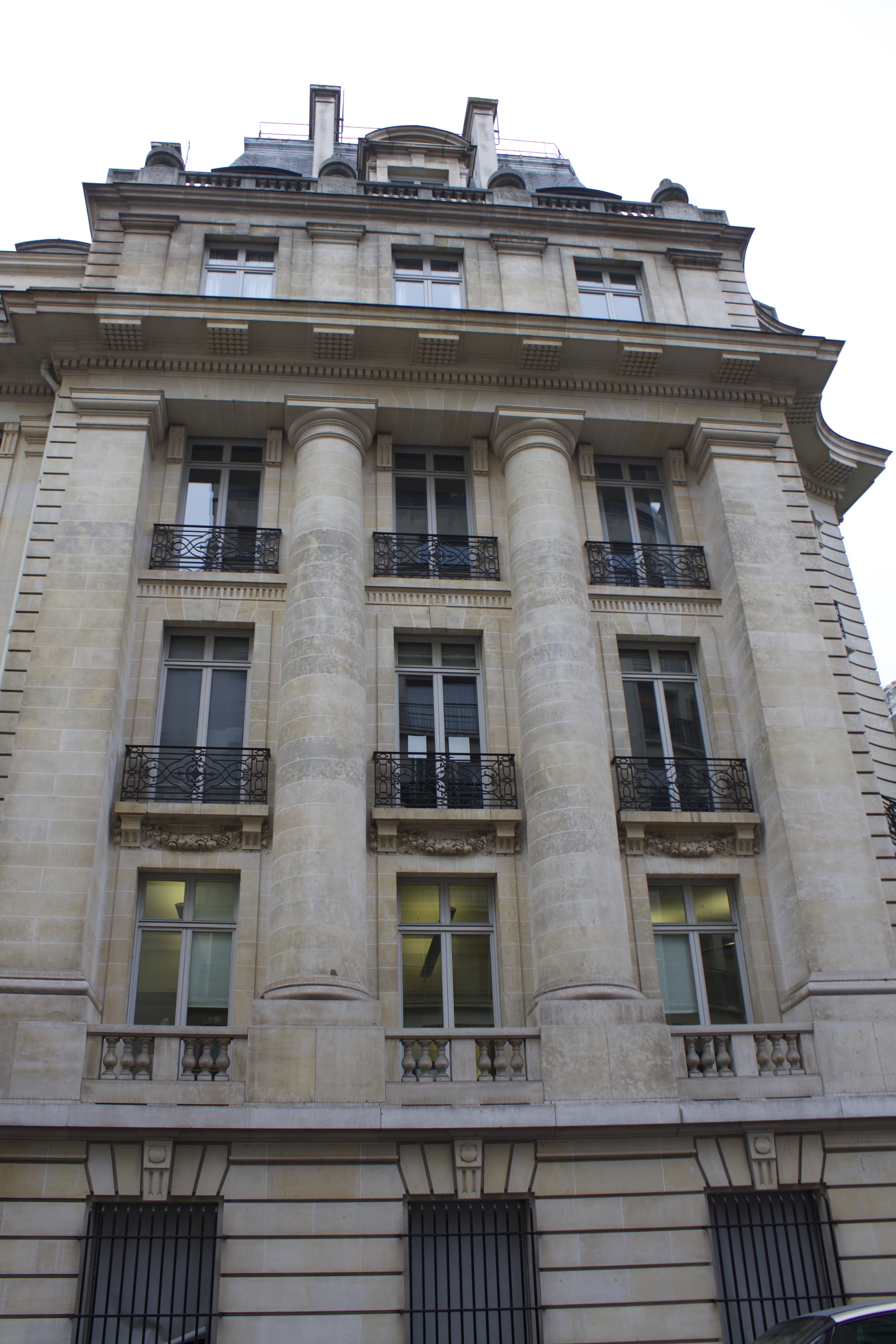
Rue de Longchamp : immeuble néo-classique.

Voies privées
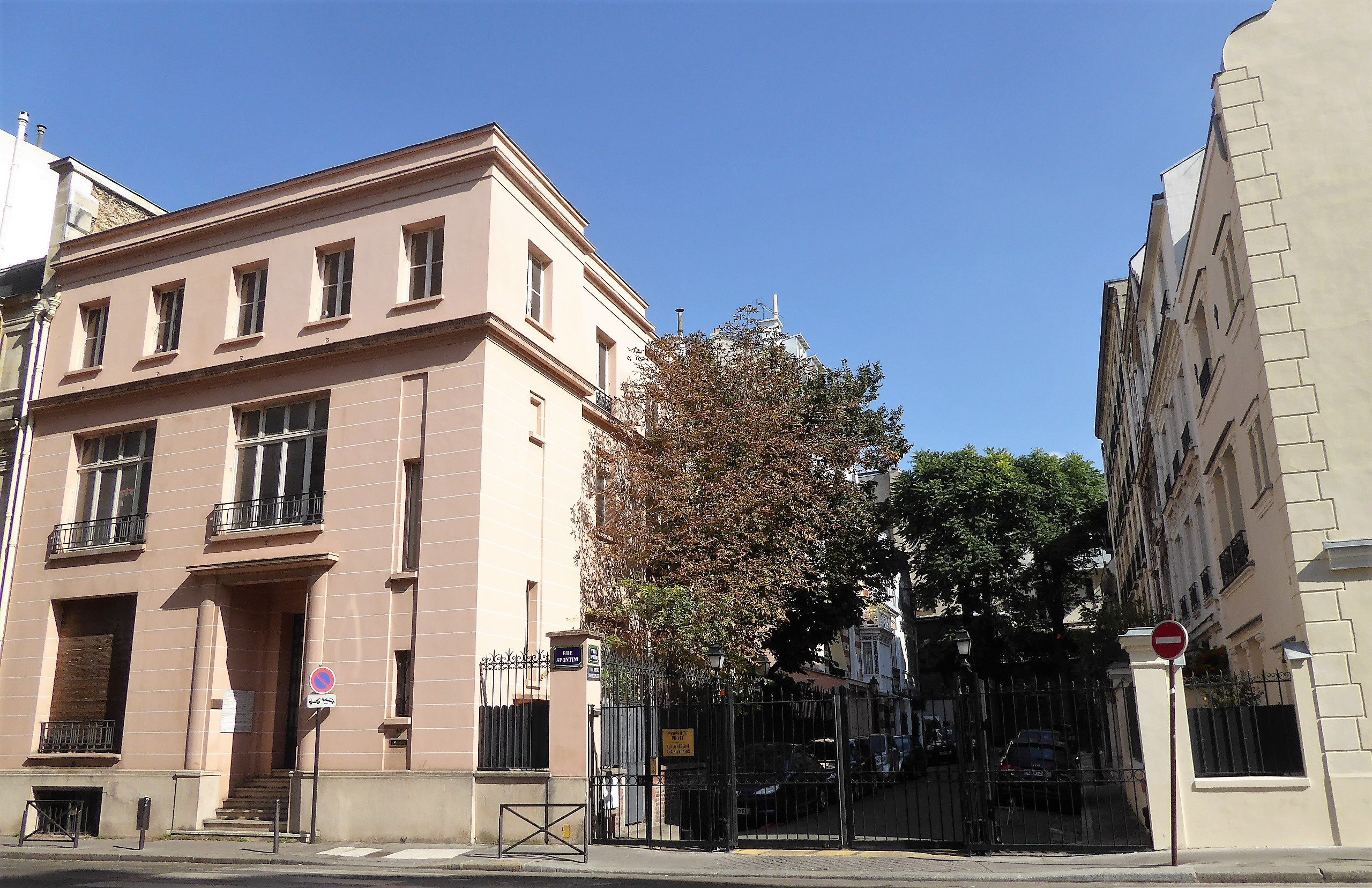
Villa Spontini.
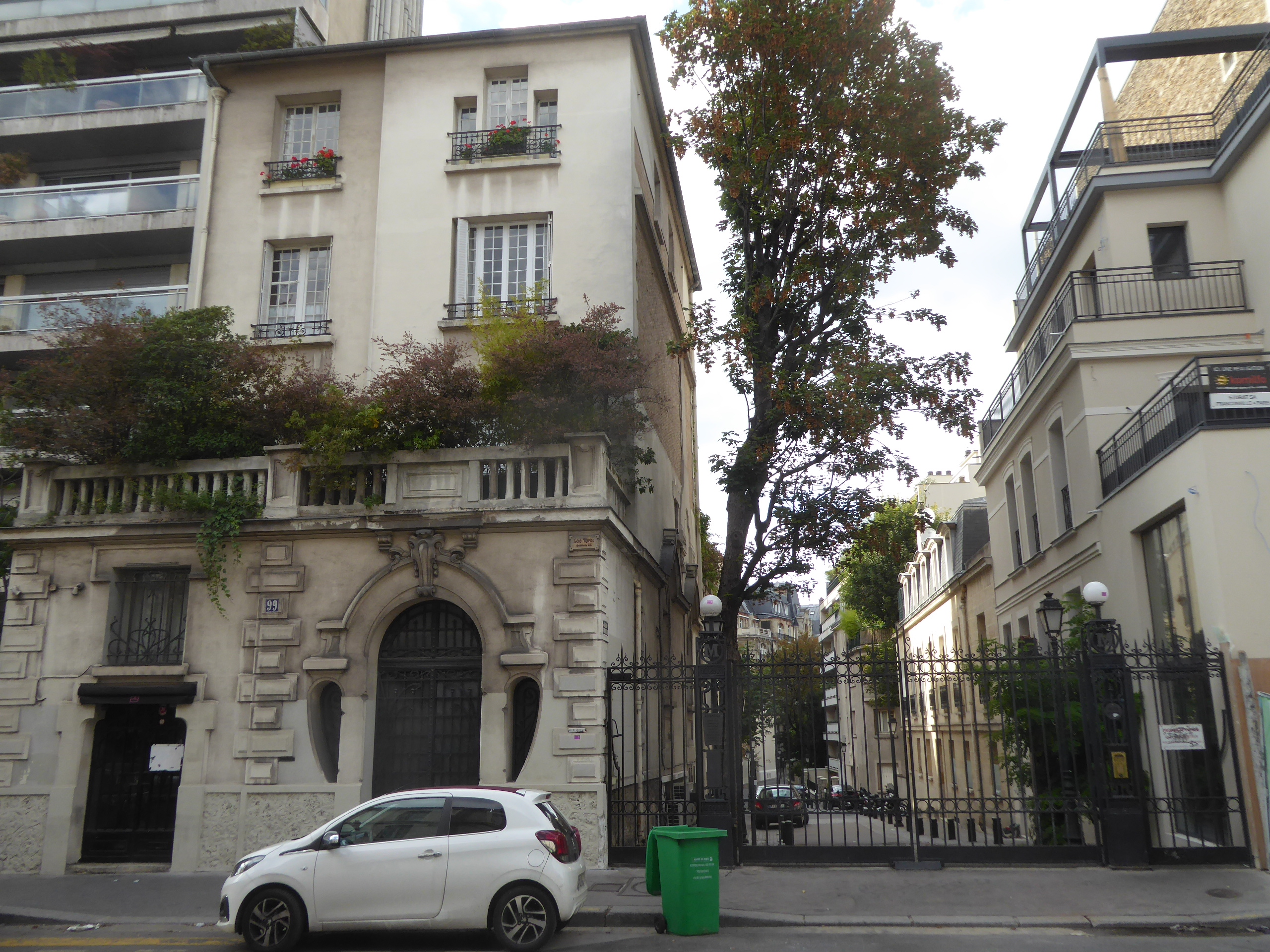
Avenue de Montespan.
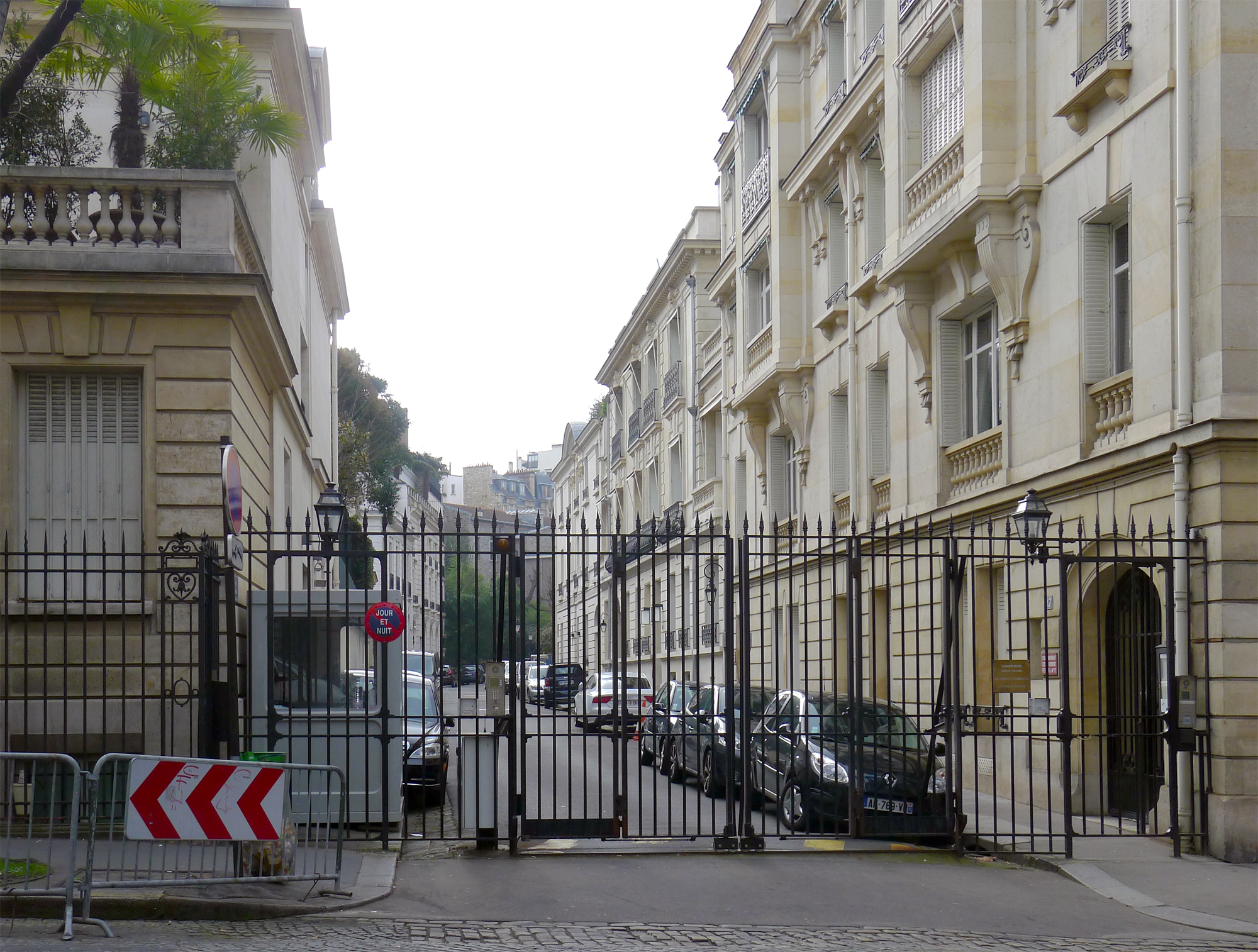
Rue Dosne.
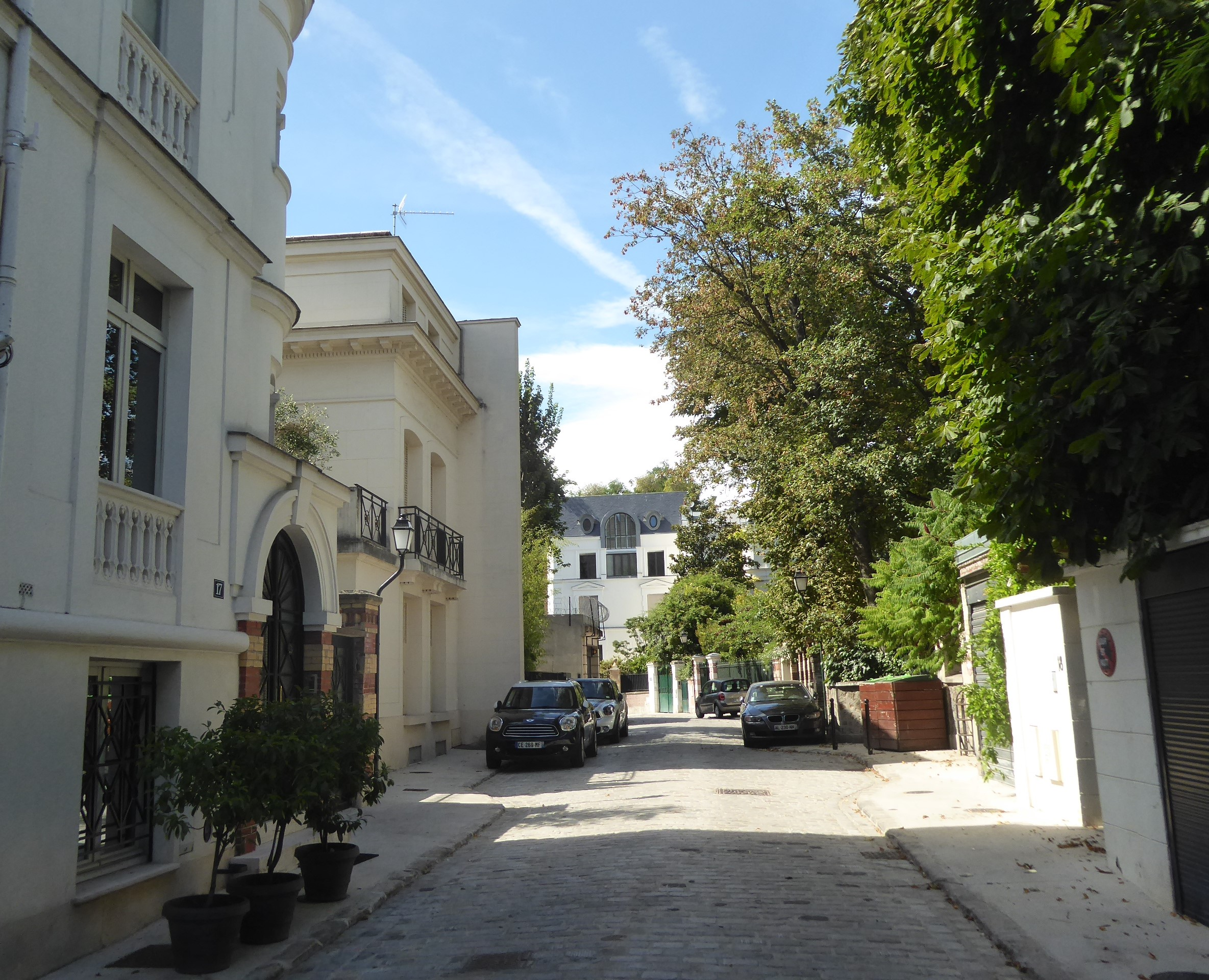
Villa Dupont.